# Barranco de Argaga
Barranco de Argaga este o arie protejată (arie specială de conservare — SAC, sit de importanță comunitară — SCI) din Spania întinsă pe o suprafață de 187,1 ha, integral pe uscat.

## Localizare
Centrul sitului Barranco de Argaga este situat la coordonatele 28°05′10″N 17°19′14″W / 28.086°N 17.3206°V.

## Înființare
Situl Barranco de Argaga a fost declarat sit de importanță comunitară în octombrie 1999 pentru a proteja 3 specii de plante. Situl a fost protejat și ca arie specială de conservare în ianuarie 2010.

## Biodiversitate
Situată în ecoregiunea , aria protejată conține 3 habitate naturale: Tufărișuri termo-mediteraneene și de pre-deșert, Faleze cu floră endemică de pe coastele macaroneziene, Plantații de palmieri Phoenix.
La baza desemnării sitului se află mai multe specii protejate de  plante (3): Ceropegia dichotoma subsp. krainzii, Limonium dendroides, Parolinia schizogynoides.